# Jesus Wants Me for a Sunbeam
«Jesus wants me for a sunbeam» (Jesús me quiere para un rayo de luz) es una canción grabada originalmente por la banda escocesa de rock alternativo The Vaselines para su EP Dying for it (1988). Es una parodia del himno infantil, «I'll Be a Sunbeam» (Yo seré un rayo de luz), que tiene como primera línea «Jesus wants me for a sunbeam».
La canción fue un éxito solo en los círculos indie pop hasta que en 1992 The Vaselines la relanzaron con un pequeño cambio de nombre, «Jesus Doesn't Want Me for a Sunbeam» (Jesús no me quiere para un rayo de luz) en el álbum The Way of the Vaselines: A Complete History.

## Otras versiones
La banda de música grunge Nirvana lanzó un cover de «Jesus Doesn't Want Me for a Sunbeam» en su álbum acústico MTV Unplugged in New York. Nirvana también lanzó dos versiones más de esta canción en el box-set With the Lights Out. Estas eran una versión acústica, grabada en febrero de 1994 en Portugal, y una versión eléctrica en el DVD.